# Båtstjärnen, Dalarna
Båtstjärnen är en sjö i Rättviks kommun i Dalarna och ingår i Dalälvens huvudavrinningsområde. Sjön har en area på 0,0811 kvadratkilometer och ligger 183,2 meter över havet. Sjön avvattnas av vattendraget Enån.

## Delavrinningsområde
Båtstjärnen ingår i det delavrinningsområde (675791-146660) som SMHI kallar för Utloppet av Brunnarna. Medelhöjden är 194 meter över havet och ytan är 1,03 kvadratkilometer. Räknas de 7 avrinningsområdena uppströms in blir den ackumulerade arean 57,27 kvadratkilometer. Enån som avvattnar avrinningsområdet har biflödesordning 2, vilket innebär att vattnet flödar genom totalt 2 vattendrag innan det når havet efter 304 kilometer. Avrinningsområdet består mestadels av skog (74 procent). Avrinningsområdet har 0,26 kvadratkilometer vattenytor vilket ger det en sjöprocent på 25,5 procent.